# Auriculares con cancelación de ruido

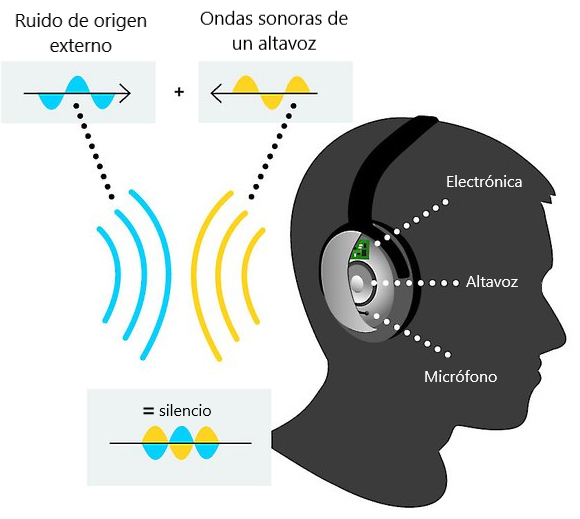
Representación esquemática del funcionamiento de los auriculares con cancelación de ruido.
El ruido de origen externo (ondas celestes) se cancela con las ondas de sonido del altavoz —el antirruido— (ondas amarillas), resultando en silencio. Este proceso de cancelación de ruido, es el control activo de ruido

Los auriculares con cancelación de ruido son auriculares que reducen los sonidos ambientales no deseados mediante un control activo del ruido. Son distintos de los auriculares pasivos, que utilizan técnicas como la insonorización que reducen los sonidos ambientales.
La cancelación de ruido permite escuchar contenidos de audio sin subir excesivamente el volumen. También puede ayudar a un pasajero a dormir en un vehículo ruidoso como un avión. En el entorno de la aviación, los auriculares con cancelación de ruido aumentan la relación señal/ruido mucho más que los auriculares con atenuación de ruido pasiva o sin auriculares, lo que facilita la escucha de información importante, como los anuncios de seguridad. Los auriculares con cancelación de ruido pueden mejorar la escucha lo suficiente como para compensar por completo el efecto de las actividades simultáneas que distraen.

## Contexto
Para cancelar las partes de baja frecuencia del ruido, los auriculares con cancelación de ruido utilizan el control activo del ruido o CAR. Un micrófono capta los sonidos ambientales deseados, y un pequeño amplificador genera ondas sonoras que están precisamente desfasadas de los sonidos no deseados. Cuando la presión sonora de la onda de ruido es alta, la marea de cancelación es baja (y viceversa). Las ondas sonoras opuestas chocan y se eliminan o “cancelan”. La mayoría de los auriculares con cancelación de ruido del mercado de consumo generan la onda de cancelación de ruido en tiempo real con tecnología analógica. En cambio, otros productos de control activo de ruidos y vibraciones utilizan un procesamiento digital suave en tiempo real.
La cancelación se centra en los sonidos constantes como el ruido de la carretera y es menos eficaz en los sonidos cortos/agudos como las voces o la rotura de cristales. También es ineficaz para eliminar los ruidos de mayor frecuencia, como el sonido de las pulverizaciones. Los auriculares con cancelación de ruido suelen combinar el aislamiento acústico con el CAR para maximizar la reducción del sonido en todo el espectro de frecuencias. La cancelación de ruido también se puede utilizar sin un buen aislamiento para que los sonidos deseados (como las voces) sean más fáciles de oír. La cancelación de ruido para eliminar el ruido ambiental nunca es pasiva debido a la circuitería necesaria, por lo que las referencias a la cancelación de ruido pasiva se refieren a productos con aislamiento acústico.
La mayoría de los auriculares con cancelación de ruido dependen del aislamiento acústico o de la insonorización para evitar que el ruido de alta frecuencia llegue al oído. El sonido de alta frecuencia tiene una longitud de onda más corta. Para anular este sonido habría que situar los dispositivos para detectarlo y contrarrestarlo más cerca del tímpano del oyente de lo que es técnicamente posible en la actualidad o requerir algoritmos digitales que complicarían la electrónica de los auriculares.
Los auriculares con cancelación de ruido especifican la cantidad de ruido que pueden cancelar en términos de decibelios. Esta cifra puede ayudar a comparar los productos, pero no lo dice todo, ya que no especifica la reducción de ruido en varias frecuencias.

## Usado para ayudar a conciliar el sueño
Los auriculares con cancelación de ruido también se han utilizado como conciliador del sueño. Los auriculares con cancelación de ruido o los tapones para los oídos, tanto pasivos como activos, ayudan a reducir los sonidos ambientales, especialmente útiles para las personas con insomnio u otros trastornos del sueño. La capacidad de estas personas para conciliar el sueño se ve afectada por sonidos como los de los coches o los ronquidos. Por eso los auriculares con cancelación de ruido y los tapones para dormir están diseñados para atender a este segmento de los pacientes.

## Salud y seguridad

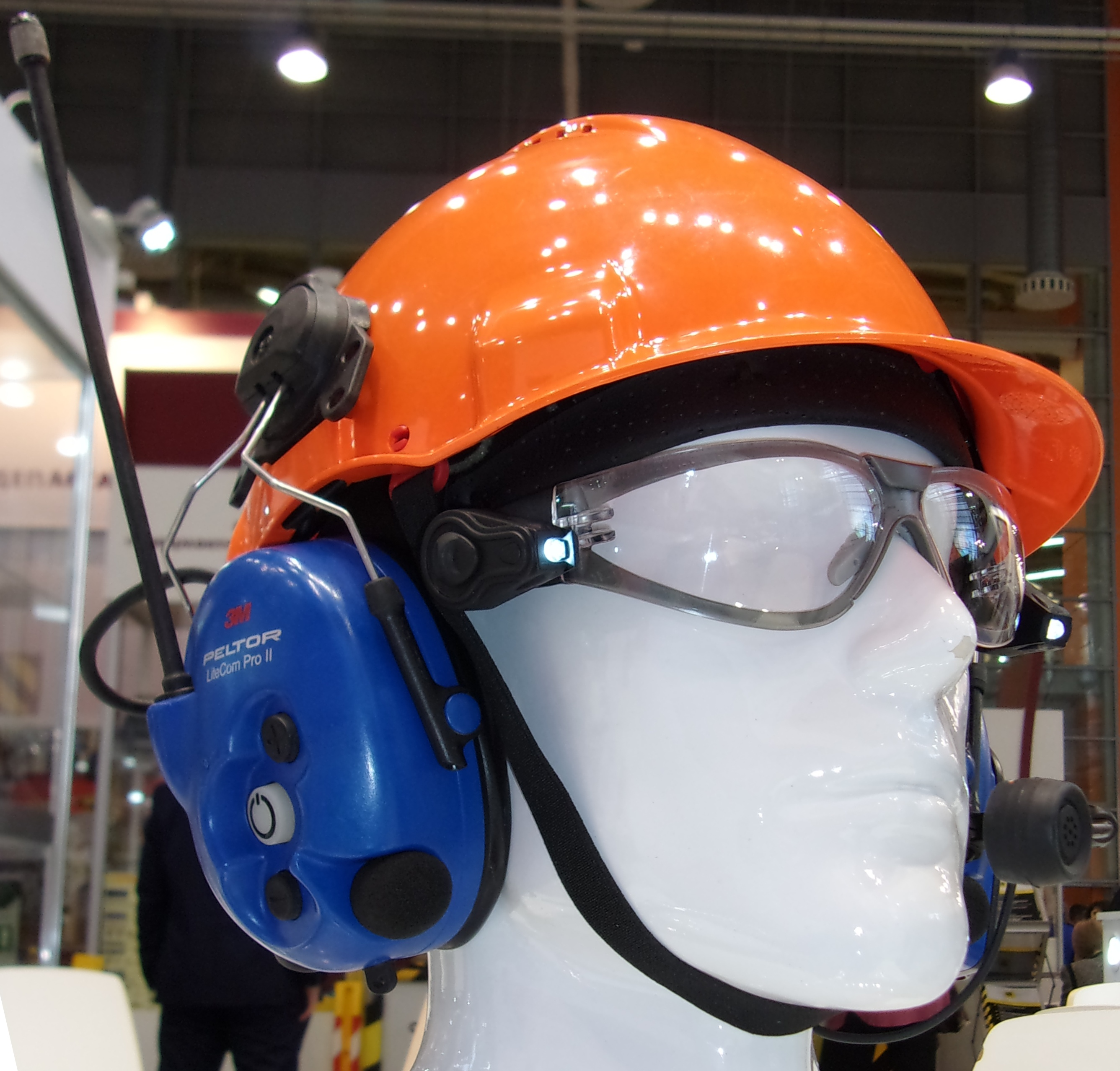
Medios de protección individual de la autoridad para proteger los oídos del ruido. Los auriculares tienen un micrófono, una unidad de procesamiento de señal electrónica y un generador acústico especial antirruido para suprimir el ruido del canal auditivo. Los empleados utilizan la radio para comunicarse.

Existe el peligro generalizado de que escuchar música a todo volumen con auriculares puede distraer al oyente y provocar lesiones y accidentes. Los auriculares con cancelación de ruido añaden un riesgo adicional. Varios países y estados han declarado ilegal el uso de auriculares mientras se conduce o se va en bicicleta.
Es habitual tener una sensación de presión al utilizar inicialmente auriculares con cancelación de ruido. La falta de sonidos de baja frecuencia hace que esto se perciba como una diferencia de presión entre el oído interno y el externo.

## Inconvenientes
Los auriculares con cancelación de ruido suelen costar más que los normales. El control activo del ruido requiere energía, normalmente suministrada por un puerto USB o una batería que se sustituye o recarga de vez en cuando. Sin alimentación, algunos modelos ni siquiera funcionan como auriculares normales. La batería y la electrónica adicional pueden aumentar el tamaño y el peso de los auriculares en comparación con los normales. Los circuitos de supresión de ruido pueden reducir la calidad del audio y añadir silbidos de alta frecuencia, aunque la reducción del ruido puede dar lugar a una mayor calidad de audio percibida.